# Madagaskarboa
Madagaskarboa (Acrantophis madagascariensis) är en orm som tillhör familjen boaormar. Den är endemisk för Madagaskar och förekommer i skogar och odlingslandskap på öns norra och västra delar, upp till en höjd av 800 meter över havet. Madagaskarboan kan bli upp till 3,2 meter lång och är huvudsakligen marklevande och livnär sig på små däggdjur och fåglar. Likt andra boaormar är den inte giftig utan dödar byten genom att linda sin kropp runt bytet och krama åt hårt så att bytet kvävs.
Av Internationella naturvårdsunionen (IUCN) bedöms artens status sedan 2011 som livskraftig. Tidigare var den bedömd som sårbar (från 1996). CITES (Convention of International Trade in Endangered Species) listar arten enligt appendix I.

## Kännetecken
Madagaskarboan kan bli upp till 3,2 meter lång. men medellängden är mindre, omkring 2,5 meter. Kroppen är muskulös och kraftig och som andra boaormar är den en relativt tung orm. Honorna blir i allmänhet större och tyngre än hanarna. Ormens färgteckning går i brunt, ljusbrunt till mörkbrunt, och svart. Dess mönstring ger kamouflage bland löv och annan förna på marken.

## Utbredning
Madagaskarboan är endemisk för Madagaskar. Den förekommer på norra och västra delen av ön, från provinsen Antsiranana till södra Mahajanga, möjligen så långt söderut som till Kirindy nära Morondava, samt från Antsiranana längs öns norra östkust till trakten kring Toamasina i provinsen Toamasina. Dess höjdgräns går vid 800 meter över havet.
På södra och sydvästra Madagaskar finns en närbesläktad orm, Dumerils boa, som kan vara relativt lik madagaskarboan men är mindre än den.

## Levnadssätt
Madagaskarboan verkar kunna anpassa sig till ett brett spektrum av levnadsmiljöer. Den kan hittas både i fuktiga och torra skogar och i ostörda områden såväl som i mer bebodda områden, som odlingslandskapet kring byar. Den är huvudsakligen marklevande och till dess byten hör små däggdjur, som gnagare, tanrekar, lemurer och fladdermöss, men också andfåglar. Bytena dödas som hos andra boaormar genom kvävning, genom att ormen lindar kroppen runt bytet och kramar åt. 
Unga mindre och inte könsmogna ormar är främst nattaktiva medan de större vuxna ormarna har en mer oregelbunden aktivitet över dygnet.
Fortplantningen är ovovivipar och honan föder 2-6 ungar per kull.

## Hot och status
Arten i sin helhet blev listad som livskraftig av IUCN 2011 efter att tidigare, sedan 1996, varit listad som sårbar. Den förekommer inom många skyddade områden och har uppgivits som relativt vanlig på norra Madagaskar. Lokalt kan den dock möjligen vara hotad på grund av att den dödas för sitt skinn och kött. Ormen kan av lokalbefolkningen även dödas på grund av att den anses bringa otur och för att den kan ta kycklingar.